# Arany (heraldika)
Névváltozatok: 
aranyszin (Thaly Kálmán, VU 1867/18. 215.), aranyos (Nagy Iván VI. 62.), aranysárga (Nagy Iván I. 109., Barna-Sümeghy 162.), sárga (Nagy Iván IX. 310., Barna-Sümeghy 111., Mika, 1893), narancsszínű sárga (Nagy Iván V. 343.), sáfrányszínű (Nagy Iván I. 109, Barna-Sümeghy 62.), sáfrány szin (Nagy Iván IV. 282.), sáfrászín [sáfránysárga] (TESz III. 470.), hu la: flavus [sárga] (Nagy Iván II. 263.) 

en: Or, r. en: doré, jaune, or vermeil, safrin, fr: or, de: Gold, la: aurum

Rövidítések
Az arany a fémek közé tartozó heraldikai színezék. Az aranyat már az élő heraldika korában is a legelőkelőbb színnek tekintették és kiváltságként gyakran adományozták címerjavítás alkalmával.
A korai címeres leveleken a címer miniatúrájához valódi aranyat használtak. Ez idővel a tárolás körülményeitől függően kifakulhat vagy megbarnulhat. Az arany félreértelmezéséből eredhetnek olyan későbbi nemheraldikus színek és fémek, mint a barna és a bronz.

## Az arany szimbolikája

Az aranyat a heraldikában sárgával is lehet helyettesíteni

A holt heraldika korában különféle jelentéstartalmakat igyekeztek az aranyhoz kapcsolni. Így lett Prinsaultnál a nemesség, jóindulat, emelkedettség, kiválóság jelképe. A Spener által említett Heraldus Britannus nevű középkori herold a cytrine elnevezést használta az aranyra, mely az alkémiai citrinálás folyamatának fele meg a bölcsek kövének előállításánál. Egyes misztikus filozófusoknál (Johannes Tauler, 1300 k. – 1361) a sárga szín az értelemnek felel meg.

## A szó etimológiája
A francia és angol Or elnevezés a latin aurum 'arany' származéka. A magyarban a tiszta arany, színarany neve sárarany volt, mely a Szent László ének hetedik versszakában már szerepel (tetemed foglalták az szép sár aranyból), de 1518-ban is előfordul. A szó sár- 'sárga' előtagja a színarany tiszta, sárgás színére utal. A színarany fogalmát több nyelvben is a sárga jelentésű szóval jelölik: la. aurum fluvum, it. oro gialbo, fr. or jaune (tulajdonképpen 'sárga arany'). (TESz III. 488). Egyes régi heraldikai művekben is a sárga arany volt az arany megjelölése (r. en, r. fr: jaune).

## Az arany és a sárga előállítása
Az aranyat használat előtt krómsárgával kellett keverni vagy néhány csepp gumiarábikummal szétdörzsölni. Az aranyat kénnel (Auripigment, operment, arzén-triszulfid) helyettesítették, melyet már az ókorban is használtak festésre és gyógyszerként. A görögök arsenikonnak, az idősebb Plinius auripigmentumnak nevezte, a luccai kéziratos receptekben pedig opperment a neve.
Az egyszerű rajzokon a fémek helyett festéket is a használtak. A sárgához használtak növényeket is, mit a sáfrányos szeklice (Carthamus tinctorius). A vörös szín előállításához jóval többre volt
szükség belőle, mint a sárgához. Európában használt további növények: festő rezeda (Reseda luteola), festő rekettye (Genista tinctoria), közönséges boróka (Juniperus communis). Mind fölött állt azonban a jóféle sáfrány (Crocus sativus), mely valószínűleg Perzsiából ered. A festék előállításához a virág porzóit használták. Ebből hatalmas mennyiségre volt szükség, de színező ereje még igen nagy hígításban is jelentős.